# 沃爾頓 (肯塔基州)
沃爾頓（英語：Walton）是一個位於美國肯塔基州布恩縣和肯頓縣的城市。

## 地方資料
根據2020年美國人口普查的數據，沃爾頓的面積為12.33平方千米，當中陸地面積為12.28平方千米，而水域面積為0.06平方千米。當地共有人口5460人，而人口密度為每平方千米442.82人。